# Lucy Davis
Lucy Clare Davis (Solihull, 17 februari 1973) is een Britse actrice.
Davis speelde in de Britse komedieserie The Office en Britse komische zombiefilm Shaun of the Dead. Ook speelde ze een rol in de Amerikaanse superheldenfilm Wonder Woman, gebaseerd op de stripverhalen van DC Comics. Haar vader is de komiek Jasper Carrott. Ze onderging een niertransplantatie en heeft een diabetes mellitus aandoening. Davis was tussen 2006 en 2011 getrouwd geweest met acteur Owain Yeoman.